# Проектиране и разработка на ресурси за курс
Проектиране и разработка на ресурси за курс(на английски: Courseware design and development)Този термин описва процеса на планирането и разработването на всички образователни ресурси, които са насочени към или са свързани с учене и преподаване на учебен предмет или курс.
Процесът на проектиране и разработка на ресурси за даден курс включва интегриращи се учебни принципи за създаване на ефективни ресурси за курс и развиването им в световна мрежа. При този процес от съществено значение е да се знаят отговорите на въпросите какво е необходимо, кога е необходимо и в каква последователност.
По същество този процес е смесица от две дисциплини: Софтуерно инженерство, т.е. процеса на разработване на софтуер, и Проектиране на обучението, т.е. процеса на разработване на методи за обучение.
Целта на дизайнерите на учебни материали е да замислят, развият и предоставят интерактивни, привлекателни и мотивиращи обучението ресурси за даден курс.
Съществуват много модели за проектиране и разработка на ресурси за курс. Тези модели се различават най-вече поради факта, че всеки е подходящ при различни обстоятелства.

## Етапи
Фазите, през които преминава проектирането и разработката на ресурси за курс:
- Анализ – на този етап се определят, избират и организират задачите за подготовка и обучение
- Проектиране – насочено е към определяне на отговорите на въпросите:
  - Какво трябва да бъде научено?
  - Как да бъде научено?
  - Как ученето да бъде оценено?
- Разработване – целта на тази фаза е да предостави ефективни учебни материали, които няма да противоречат на резултатите от фазата на проектиране и ще подпомогнат процеса на създаване на учебната програма. Входът при тази фаза е провеждането на уроците, често свързвано с учебния план. Изходът от тази фаза са учебните материали, необходими за провеждане на подготовката.
- Внедряване
- Оценяване – в зависимост от подхода при фаза проектиране, тази фаза може да включва експертни оценки, технически проверки по време на разработването, текущо или обобщаващо оценяване.